# آندره آ بریلانتس
آندره آ بریلانتس (انگلیسی: Andrea Brillantes؛ زادهٔ ۱۲ مارس ۲۰۰۳) بازیگر، خواننده، و مدیر عامل اجرایی اهل فیلیپین است.
از فیلم‌ها یا برنامه‌های تلویزیونی که وی در آن نقش داشته است می‌توان به زنجیره طلایی اشاره کرد.